# 瓦利德·侯賽尼
瓦利德·侯賽尼（阿拉伯语：وليد الحسيني；1989年6月25日—）是一名巴勒斯坦世俗主义散文家，作家和博客作家。他是一名无神论者。他出生和生长于約旦河西岸地區盖勒吉利耶。2012年起他生活在法国。
侯賽尼在网上发表讽刺宗教的内容，因此2010年10月巴勒斯坦民族權力機構因涉嫌在Facebook和博客上褻瀆伊斯蘭教而將他逮捕。他的被捕引發國際關注。侯賽尼自称在监狱里被拷打。他被释放后担心自己的生命安全，因此在法国申请政治避难，2012年法国批准他的申请。自此以来他赞成世俗主义，反对法国和其它地区伊斯兰极端主义和伊斯兰教参与政治，认为伊斯兰极端主义是对法兰西共和国的威胁。
2013年，他創立了法國前穆斯林委員會。
《纽约时报》写道：“这个事件使得公众注意到巴勒斯坦民族权利机构统治下对自由的扼制这个棘手的问题，在那里亵渎宗教被看作是非法的，同时它也显示了保守社会和因特网之间的文化冲突。”

## 生平
瓦利德·侯賽尼于1989年6月25日出生于約旦河西岸地區盖勒吉利耶。他在大学学习计算机科学，但是毕业后失业，因此他每天在他父亲的只有一个椅子的理发店里打工数小时。认识他的人称他是一个“普通人”，他经常在周五去清真寺礼拜。
他在因特网上也待许多时间。他的母亲在他的计算机上发现无神论文章后截断了他的英特网连线，希望他会放弃这样的观点。但是结果是他开始经常去当地的英特网网吧，有时他会在一个角落座位里待上7小时。

### 部落格和Facebook
据《纽约时报》报道侯賽尼在Facebook和在他的部落格里促进无神论、写嘲弄的古兰经诗句、批评先知穆罕默德的生活方式，在网上对话是使用讽刺性的网名“万能上帝”，因此恼怒了网上的穆斯林。
在他的部落格《理智启蒙》中他写了一篇题为《为什么我离开伊斯兰》的散文，他说穆斯林“以为任何离开伊斯兰的人是一个西方国家，即犹太国家的间谍……他们实际上不明白人的思想是自由的，他们可以相信他们愿意相信的意识型态。”侯賽尼强调他不是说基督教或者犹太教比伊斯兰教好，他认为所有宗教都是“一堆不可思议的传说和一堆在愚昧程度上互相竞争的胡言乱语”。侯賽尼否认伊斯兰教是一种宽容、平等和社会公正的宗教。他批评伊斯兰教对妇女的对待，对人类创新力的压迫以及批评据说古兰经里包含科学奇迹。据说他开办的Facebook群吸引了数百愤怒的评论、死亡威胁以及十数个反对他的Facebook的群的创办。在其顶峰时期侯賽尼的阿拉伯语部落格有七万多访问者。他还在部落格《骄傲的无神论者》中发表他的散文的英语翻译。

### 关押和监狱
瓦利德·侯賽尼在盖勒吉利耶的英特网网吧里待了数个月。网吧的主人觉得他的行踪可疑：“有时他会每天在那里坐上8个多小时，一直到半夜后，总是坐在那个角落里。他总是偷偷摸摸的。他从来不让别人看他的屏幕。”他使用网吧管理软件查看他的顾客的网上内容，发现侯賽尼在Facebook上对宗教的批评。他说他和三个他的朋友知道侯賽尼的行为，“也许有人”报告了当局。
巴勒斯坦民族权力机构的情报局被通知后他们监视侯賽尼数周。2010年10月31日侯賽尼在网吧被捕。2010年11月巴勒斯坦新闻社首次报道“其Facebook文章恼怒穆斯林的受争议的部落格作家”被捕。
巴勒斯坦民族权力机构没有提出任何逮捕侯賽尼的理由。据一名巴勒斯坦人权专家假如侯賽尼被告的话那么他违反了一条1960年约旦发布的法律，这条法律至今在西岸生效。当地前主伊斯兰法官说侯賽尼是第一名在西岸因为其宗教观点被捕的人。

#### 反应
侯賽尼的家庭反对他的行为。他的父亲说他的儿子被他在Facebook上遇到的突尼斯女人“入魔”了。据侯賽尼的表兄弟报道他的母亲希望他被判终生关在监狱里，即为了重建家庭荣誉，也为了保护他的儿子受到迫害。
在他的家乡有人要求判他死刑。一名35岁的居民说他应该公开“火刑处死”来“杀一儆百”。一名为基于拉姆安拉的人权组织做事的律师说：“我尊重瓦利德·侯賽尼可以选择自己的信仰的权利，但是他也必须尊重法律，言论自由是有界限的。”他说瓦利德·侯賽尼可能会面临3个月到3年的判刑。

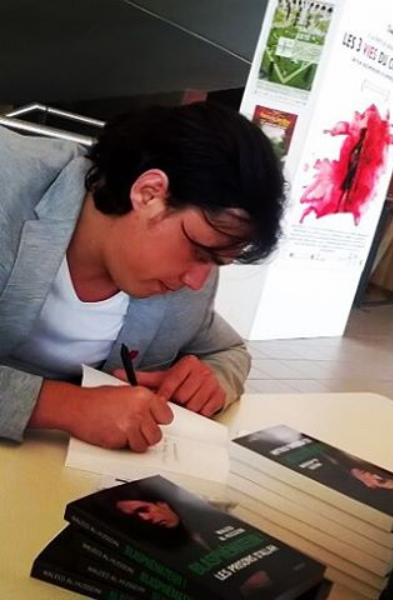
2015的瓦利德·侯賽尼

侯賽尼受到国际支持，一个Facebook组和数个网上请求组成支持他。基于约旦的阿拉伯语无宗教联盟呼吁释放他。人权观察也呼吁释放侯賽尼。人权观察中东副经理说：“巴勒斯坦司法机构应该通过保护言论自由来展示其正直，它应该命令释放侯賽尼并保障他的安全。”法国外长对侯賽尼被捕感到不安说：“法国对破坏基本自由权利，尤其是在‘亵渎罪’里对言论自由的迫害的危险表示不安。”
《华尔街日报》评论写道：“假如巴勒斯坦人在他们当中不能容忍一个自由思想的人，那么他们无法获得任何有意义的自由。假如美国不能为侯賽尼说话的话那么从长远的角度来看我们也无法获得有意义的自由。”评论到这件事一名《洛杉磯時報》编辑问道：“新的巴勒斯坦国家会像哈马斯的许多追随者希望的那样成为一个原教旨主义价值和伊斯兰法律的国家还是会成为一个更开放民主的国家？”
美联社评论说：“在这个地区西方支持的巴勒斯坦民族权力机构是宗教比较宽容的阿拉伯政府之一。它主要由世俗主义的精英组成，它经常镇压强硬穆斯林以及与它的保守伊斯兰竞争者哈马斯相关的活动家。”他认为针对瓦利德的愤怒“反应了穆斯林世界觉得他们的信仰越来越强地被西方攻击。”据巴勒斯坦新闻社世俗政治信念在巴勒斯坦社群里“不鲜见”，“许多人认为被看作对主派宗教敌对的言论是煽动，而不是言论自由”。

#### 2010年12月道歉
2010年12月初瓦利德·侯賽尼在他的部落格上发表了一封给他家人的信，其中他道歉冒犯了穆斯林，并为他自称的“愚蠢”请求原谅。由于这件事情比较敏感他的一个匿名朋友说侯賽尼发表了封信希望能够以此获得释放。在他2015年发表的自传《亵渎者》中侯賽尼说这封信不是他写的。他在离开监狱重新进入因特网后才发现别人在他被关押时写到他。“我也来到我的部落格，看到那里只有巴勒斯坦民族权力机构用我的名义发表的一个声明使我心碎，自我道歉，因为亵渎伊斯兰请求原谅。5年的写作和200多万访问者就此消失了。”
2010年12月一个巴勒斯坦安全组织来源说瓦利德·侯賽尼将继续被关在监狱里，目的是保护他：“我们不能释放他因为我们怕他的家人会杀他。”人权观察要求巴勒斯坦民族权力机构要么释放他，要么控告他，扣押他72小时以上但是不控告他是违反巴勒斯坦法律的。
被关押10个月后侯賽尼被释放，但是有时巴勒斯坦警察还会扣押他数日。有一次他被这样关押时被拷打。巴勒斯坦民族权力机构还砸坏了他的两台计算机，并要求他停止在因特网上发表他的见解。

### 逃往法国
据侯賽尼说他被释放后依然受到巴勒斯坦警察骚扰，有时没有任何理由被拘留，并收到许多死亡威胁。他担心自己的生命，因此与他的兄弟姊妹、婶婶以及父母道别。他说他的父母虽然不理解他的无神论，但是作为他们的儿子他们支持他。他发现法国政府曾经为他对巴勒斯坦施加外交压力，使得他得以被释放等待法庭判决，因此他向法国申请政治避难。他离开西岸去约旦，在那里的法国大使馆获得一份签证，他来到巴黎，在那里申请避难。在他的自传中侯賽尼说后来他听说他在缺席被判七年半监狱。

### 避难生活

#### 创办法国前穆斯林委員會

法国前穆斯林委員會标志

2013年7月6日瓦利德·侯賽尼和约其他30名前穆斯林创办了法国前穆斯林委員會。该委员会自称“由无神论者、自由思想者、人文主义者和前穆斯林组成，他们的目的在于促进理智、普遍权利和政教分离”。它反对“任何歧视”和任何“滥用尊重宗教”，要求“批评宗教的自由”和“禁止违背人的自由和权利的习俗、仪式、规则或宗教活动”。它也促进“禁止任何防止或者反对妇女生理、她们的意愿和平等的文化和宗教行为”。法国前穆斯林委員會谴责“任何政府机构、家庭、父系传统或机关对任何妇女和男子的私生活、感情、性关系和性生活的任何干涉”。他们设立了一个Facebook账号来报道他们的活动。侯賽尼因此在电台广播中接受采访。

#### 促进政教分离
2015年初侯賽尼正在准备他的自传的出版时在巴黎发生了一系列恐怖袭击事件。侯賽尼在法国电视和新闻节目中数次出现，他还发表了一篇文章认为伊斯兰教必须改革。这篇文章发表在《世界报》的网上版中。法国新闻杂志《玛丽安娜周刊》刊登了一篇四页长关于他的文章。1月他发表了他的自传《亵渎者！：阿拉的监狱》，他描述了他怎样通过研究伊斯兰文学和历史开始反对伊斯兰、他的部落格、被捕（说他在狱中被殴打）和逃到法国。在媒体和在书里他赞同法国政教分离的原则，2015年初巴黎查理週刊總部槍擊案后他认为需要更多关于伊斯兰经典中号召暴力的部分的讨论。
2016年侯賽尼去丹麦与其它前穆斯林讨论伊斯兰和无神论。他们讨论了退出伊斯兰的结果。由于狂热穆斯林的威胁讨论场所必须由重武备的警察保护。侯賽尼在讨论中说他来到法国后希望能够在一个欧洲国家有一个普通的无神论者的一般生活，但是实际情况不是这样，作为前穆斯林他在欧洲依然受到其他穆斯林的迫害。
侯賽尼公开赞成政教分离、法國世俗主義、思想自由和言论自由，尤其赞成批评宗教的权利。他对法国的政治和知识阶层越来越不满；2017年他发表了他的第二本书《法国叛徒；揭露与极端伊斯兰的合作》。他认为在过去数十年里法国“许多政治家”和“知识分子”“出卖”政教分离的法兰西共和国的本质，他谴责他们为了获得穆斯林的选票以及或者出于第三世界主義做出对“极端伊斯兰”有益的决定，因此成为“通敌者”。

## 争议
2010年代后期法国媒体谴责侯賽尼通过社群媒體散布关于伊斯兰的錯誤資訊或假新聞。其中的一个例子是侯賽尼在Twitter上发表了一张女子戴希贾布穿传统伊斯兰长袍的照片，侯賽尼说照片是在法国北部鲁贝拍的，但是实际上照片是在突尼斯拍的。